# Mécanique générale (maison d'édition)
Pour les articles homonymes, voir Mécanique générale (homonymie).
Mécanique générale est[Depuis quand ?] un label de la maison d'édition québécoise de bande dessinée Les 400 Coups.

## Histoire
La maison d'édition est fondée en 2001 par Jimmy Beaulieu, Benoît Joly, Sébastien Trahan, Philippe Girard, Luc Giard et Éric Asselin. En 2002, la société rejoint Les 400 coups en tant que collection. Quand Beaulieu quitte la société en 2009, il en résulte un relatif déclin. Les 400 coups passent à un autre propriétaire dont la bande dessinée n'est pas la priorité. Le nom est racheté par un éditeur de Somme Toute et Renaud Plante relance les activités éditoriales dans la bande dessinée.